# Suojin (sockenhuvudort i Kina, Tibet Autonomous Region, lat 29,64, long 89,56)
Suojin (kinesiska: 索金, 索金乡) är en sockenhuvudort i Kina. Den ligger i den autonoma regionen Tibet, i den sydvästra delen av landet, omkring 150 kilometer väster om regionhuvudstaden Lhasa. Antalet invånare är 3 434. Befolkningen består av 1 626 kvinnor och 1 808 män. Barn under 15 år utgör 26,0 %, vuxna 15-64 år 67 %, och äldre över 65 år 5,0 %.
Runt Suojin är det glesbefolkat, med 8 invånare per kvadratkilometer. Det finns inga andra samhällen i närheten. Trakten runt Suojin består i huvudsak av gräsmarker.
Genomsnittlig årsnederbörd är 684 millimeter. Den regnigaste månaden är juli, med i genomsnitt 235 mm nederbörd, och den torraste är november, med 1 mm nederbörd.